# Caesaromysis
Caesaromysis (лат.) — род ракообразных семейства Mysidae из отряда Мизиды.

## Описание
Представители рода отличаются от других мизид следующими признаками: роговица глаза разделена на переднюю и боковую части; рострум спереди образует длинный копьевидный отросток, выходящий за дистальный конец глаза. Экзоподит 1-го переопода уменьшен до небольшого бугорка. Плеоподы самцов двуветвистые, 1-я пара с многосуставным экзоподом и несращенным эндоподитом; 2-5-я пары с многочлениковыми экзоподом и эндоподитом. Первый переопод (ходильная нога) имеет хорошо развитый экзопод (внешняя ветвь), карпопроподы эндопода (внутренняя ветвь) с 3-й по 8-ю ветвь переопод делится на подсегменты, и на эндоподе уропод (задних придатках) есть статоцисты.

## Классификация
Род Caesaromysis был впервые выделен в 1893 году и включает глубоководных представителей (найдены на глубине 50—3200 м).
- Caesaromysis hispida Ortmann, 1893 — мезопелагиаль, 60N — 40S (длина тела 8 мм)[7]
- ?Caesaromysis liguriae (Colosi, 1916)[8]
- ?Caesaromysis vanclevei Banner, 1948[9]